# Cribrohammus
Cribrohammus is een kevergeslacht uit de familie van de boktorren (Cerambycidae). De wetenschappelijke naam van het geslacht werd voor het eerst geldig gepubliceerd in 1966 door Breuning.

## Soorten
Cribrohammus omvat de volgende soorten:
- Cribrohammus chinensis Breuning, 1966
- Cribrohammus fragosus Holzschuh, 1998